# FC Wohlen
Football Club Wohlen é um clube de futebol suíço de Wohlen. 

## História
Foi fundado em 1904 e detém a honra de ser o mais antigo clube de futebol do país. Os anos mais gloriosos do clube ocorreram entre 1930 e 1932, quando foi promovido à Primeira Divisão Suíça. mas na maior parte das vezes, mas seu maior sucesso foi a promoção para a Challenge League em 2002. No Outono de 2004, mudou-se para seu novo estádio, Stadion Niedermatten. 

## Elenco
Nota: Bandeiras indicam equipe nacional, conforme definido pelas regras de elegibilidade da FIFA. Os jogadores podem ter mais de uma nacionalidade não-FIFA.
| N.º |                                | Posição | Jogador          |
| --- | ------------------------------ | ------- | ---------------- |
| 1   | República Democrática do Congo | G       | Joël Kiassumbua  |
| 2   | Suíça                          | D       | Dylan Stadelmann |
| 4   | Croácia                        | D       | Marijan Urtic    |
| 7   | Kosovo                         | M       | Rexhep Thaqi     |
| 8   | Suíça                          | M       | Joël Geissmann   |
| 10  | Suíça                          | M       | Mergim Brahimi   |
| 11  | Suíça                          | A       | Simone Rapp      |
| 12  | Suíça                          | A       | Luigi Milicaj    |
| 14  | Itália                         | D       | Davide Giampà    |

| N.º |          | Posição | Jogador        |
| --- | -------- | ------- | -------------- |
| 15  | Kosovo   | D       | Bujar Lika     |
| 19  | Suíça    | M       | Michael Weber  |
| 20  | Sérvia   | A       | Samir Ramizi   |
| 22  | Suíça    | M       | Simon Grether  |
| 23  | Alemanha | M       | Ronny Minkwitz |
| 30  | Albânia  | G       | Flamur Tahiraj |
| 31  | Suíça    | M       | Alain Schultz  |